# Marianne Burgman
Marianne Burgman (Palembang, 14 mei 1953 – Nieuwegein, 15 mei 2021) was een Nederlands burgemeester namens de VVD.

## Carrière
Burgman werd in 1995 de burgemeester van Maarn wat ze bleef tot die gemeente in 2002 opging in de gemeente Utrechtse Heuvelrug. Van 1 april 2000 tot 1 november 2000 was zij tevens waarnemend burgemeester van Bunnik. In 2002 werd zij burgemeester van De Ronde Venen, waar zij vanaf januari 2011 opereerde als waarnemend burgemeester vanwege een nog niet afgeronde opvolgingsprocedure na de fusie tussen De Ronde Venen en Abcoude. Op 29 september 2011 bood ze haar ontslag aan omdat ze zich politiek verantwoordelijk voelde voor de falende controle op onder meer de miljoenen kostende projecten Marickenzijde en het Estafetteproject. Albertine van Vliet-Kuiper (D66) werd 1 oktober 2011 benoemd als haar opvolger als waarnemend burgemeester van De Ronde Venen.
Burgman overleed na een kortstondig ziekbed op 68-jarige leeftijd.